# Lunar Knights
Lunar Knights (ボクらの太陽 Django & Sabata?, Bokura no taiyou: Django & Sabata) è un videogioco action RPG sviluppato da Kojima Productions e pubblicato nel 2006 da Konami per Nintendo DS. Anche noto come Boktai DS, il titolo è il quarto videogioco della serie Boktai, il primo pubblicato su una console differente dal Game Boy Advance.